# Alexander Lyman Holley
Alexander Lyman Holley (Lakeville, 20 de julio de 1832 - Brooklyn, 29 de enero de 1882) fue un ingeniero mecánico e inventor estadounidense, miembro fundador de la Sociedad Americana de Ingenieros Mecánicos (ASME). Fue considerado el principal ingeniero y diseñador de acero en su tiempo, especialmente reconocido por sus aportes a la investigación de acero moderno para procesos manufactureros.

## Biografía
Nacido en Lakeville, Connecticut en 1832, Holley asistió Brown Universidad. Durante su temprano 20s, Holley era un amigo cercano de Zerah Colburn, un ingeniero de locomotoras y periodista muy reconocido.
En 1857, el dos visitó Gran Bretaña y Francia y compiló un informe para los presidentes de American Railroads, La "The permanent Way" publicado en 1858. El libro más famoso de Holley fue "Un treatise on ordnance and armor" publicado en 1865.
Holley Era un inventor creativo, quién recibió 15 patentes en los Estados Unidos. Diez de aquellos quince eran para mejoras en el Convertidor Thomas-Bessemer, por el cual, en 1863, adquirió sus derechos intelectuales en los Estados Unidos en nombre de un consorcio de inversores. Poco después diseñó y construyó múltiples plantas Bessemer en Nueva York y Pensilvania. Además participó o fue consultado en la construcción de muchas otras.
Holley fue presidente del Instituto americano de Ingenieros Mineros, y vicepresidente de la Sociedad americana de Ingenieros Civiles. En 1880 Holley presidió la primera reunión de los fundadores de la Sociedad americana de Ingenieros Mecánicos (ASME) en las oficinas de la sociedad American Machinist el 16 de febrero, sociedad de la cual después sería vicepresidente.
En 1882 el Instituto británico de Hierro y Plata le galardonó con La medalla de Oro Bessemer por sus grandes colaboraciones a la industria.

## Legado

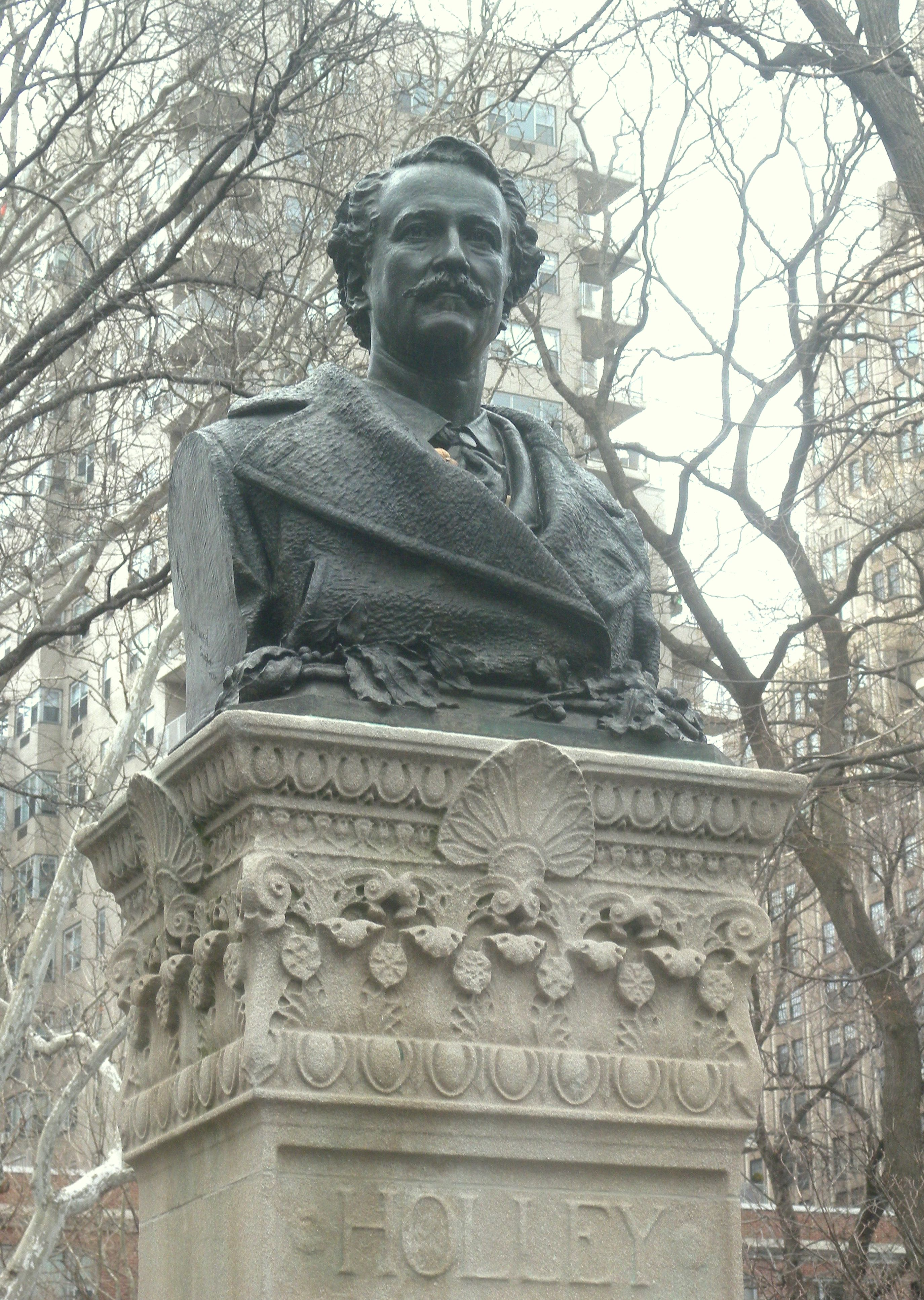
Busto de Alexander Lyman Holley en Washington Parque Cuadrado.

La medalla Holley es entregada por la Sociedad americana de Ingenieros Mecánicos en su honor. Ha recibido múltiples honores incluyendo el ser miembro honorario de la Sociedad americana de Ingenieros Mecánicos en 1892; y en 1890 un monumento se levantó en Washington Square, Nueva York.

## Publicaciones (en inglés)
- 1858: (con Zerah Colburn & Julius Bien) La manera permanente y carbón-calderas de locomotora en llamas de ferrocarriles europeos; con una comparación de la economía laborable de líneas europeas y americanas, y los principios a qué mejora tienen que proceder. Nueva York, Holley & Colburn.
- 1860: (con J. K. Fisher) La economía de poder de vapor en carreteras comunes ... Con su historia y práctica en Gran Bretaña.... Y su progreso en los Estados Unidos,
- 1865: Un treatise en ordnance y armadura: abrazando descripciones, discusiones, y opiniones profesionales respecto del material, fabrication, requisitos, capacidades, y endurance de pistolas europeas y americanas para navales, mar-costa, y hierro-clad warfare, y su rifling, proyectiles y breech-cargando
- 1867: Ferrocarril americano y europeo Práctica en la Generación Económica de Vapor. David Furgoneta Nostrand.
- 1878: (con Lenox Herrero) Los trabajos del Cambria Compañía de Hierro. Londres : Oficinas de "Ingeniería".
- 1881: el informe del tablero de Estados Unidos nombró para probar hierro, acero, y otros metales.
- 1885: (con Joseph Barba) El uso de acero para propósitos constructivos: método de laborable, aplicando y probando platos y barras.